# 松尾豊次
松尾 豊次（まつお とよじ、1885年（明治18年）5月21日 - 没年不詳）は、日本の政治家。室蘭市長。

## 経歴
佐賀県出身。1906年佐賀県属知事官房文書係となる。のち同秘書係、同主事心得、同主事となり、1923年佐賀県小城郡長となる。翌年日本赤十字社佐賀県支部主事、愛国婦人会佐賀県支部主事に選任される。その後、北海道庁に転じ、道長官官房主事、道庁事務官石狩支庁長となる。
1929年室蘭市長の辞職による後任選びが始まり、候補は元石狩支庁長の松尾と元胆振支庁長の岡村達が挙がった。松尾は市長候補を辞退の意を示したが、11月の市会で当選。12月1日付で就任した。
市長在任中は市の発展と市民の福利増進を掲げ、失業者救済のための土木事業、北海道帝国大学海藻研究施設（現・北海道大学北方生物圏フィールドセンター室蘭臨海実験所）の誘致に力を尽くした。しかし、市会は政友会と民政党との対立から混乱が起き、市政は支障をきたした。松尾は1933年に再選を果たしたが、1935年に一身上の都合を理由に市長を辞職した。